# Frau mit Herz
Frau mit Herz ist eine wöchentlich erscheinende deutsche Frauenzeitschrift. Sie erscheint seit 1949 im Baden-Badener Sonnenverlag, einer Tochtergesellschaft der Verlagsgruppe Klambt.
Sie wird dem „Markt der unterhaltenden Frauenzeitschriften“ zugerechnet und berichtet wie andere Titel der Regenbogenpresse vornehmlich über europäische Adelshäuser und andere Prominente. Weitere Themenschwerpunkte sind Gesundheit, Ernährung, Kosmetik, Mode, Reisen und Wohnen.

## Auflagenstatistik
Im vierten Quartal 2012 lag die durchschnittliche verbreitete Auflage nach IVW bei 78.694 Exemplaren. Das sind 6.092 Exemplare pro Ausgabe weniger (−7,19 %) als im Vergleichsquartal des Vorjahres. Die Abonnentenzahl nahm innerhalb eines Jahres um 2.574 Abonnenten auf durchschnittlich 14.433 pro Ausgabe ab (−15,13 %); damit bezogen rund 18,34 % der Leser die Zeitschrift im Abo.
| Anzahl verbreiteten Ausgaben | Anzahl verbreiteten Ausgaben | Anzahl verbreiteten Ausgaben | Anzahl verbreiteten Ausgaben | Anzahl verbreiteten Ausgaben |
| ---------------------------- | ---------------------------- | ---------------------------- | ---------------------------- | ---------------------------- |
| Quartal                      |                              |                              | Auflage a                    |                              |
| IV/1998                      | IV/1998                      |                              | 179.146                      | 179.146                      |
| IV/1999                      | IV/1999                      |                              | 165.018                      | 165.018                      |
| IV/2000                      | IV/2000                      |                              | 159.916                      | 159.916                      |
| IV/2001                      | IV/2001                      |                              | 152.644                      | 152.644                      |
| IV/2002                      | IV/2002                      |                              | 158.468                      | 158.468                      |
| IV/2003                      | IV/2003                      |                              | 143.999                      | 143.999                      |
| IV/2004                      | IV/2004                      |                              | 120.660                      | 120.660                      |
| IV/2005                      | IV/2005                      |                              | 101.078                      | 101.078                      |
| IV/2006                      | IV/2006                      |                              | 110.934                      | 110.934                      |
| IV/2007                      | IV/2007                      |                              | 104.846                      | 104.846                      |
| IV/2008                      | IV/2008                      |                              | 97.669                       | 97.669                       |
| IV/2009                      | IV/2009                      |                              | 88.889                       | 88.889                       |
| IV/2010                      | IV/2010                      |                              | 93.074                       | 93.074                       |
| IV/2011                      | IV/2011                      |                              | 84.786                       | 84.786                       |
| IV/2012                      | IV/2012                      |                              | 78.694                       | 78.694                       |
| Quelle: IVW                  |                              |                              |                              |                              |

| Anzahl der Abonnements | Anzahl der Abonnements | Anzahl der Abonnements | Anzahl der Abonnements | Anzahl der Abonnements |
| ---------------------- | ---------------------- | ---------------------- | ---------------------- | ---------------------- |
| Quartal                |                        |                        | Abos a                 |                        |
| IV/1998                | IV/1998                |                        | 35.681                 | 35.681                 |
| IV/1999                | IV/1999                |                        | 33.952                 | 33.952                 |
| IV/2000                | IV/2000                |                        | 30.152                 | 30.152                 |
| IV/2001                | IV/2001                |                        | 26.553                 | 26.553                 |
| IV/2002                | IV/2002                |                        | 24.786                 | 24.786                 |
| IV/2003                | IV/2003                |                        | 23.146                 | 23.146                 |
| IV/2004                | IV/2004                |                        | 21.138                 | 21.138                 |
| IV/2005                | IV/2005                |                        | 19.904                 | 19.904                 |
| IV/2006                | IV/2006                |                        | 18.543                 | 18.543                 |
| IV/2007                | IV/2007                |                        | 17.362                 | 17.362                 |
| IV/2008                | IV/2008                |                        | 15.544                 | 15.544                 |
| IV/2009                | IV/2009                |                        | 15.393                 | 15.393                 |
| IV/2010                | IV/2010                |                        | 18.404                 | 18.404                 |
| IV/2011                | IV/2011                |                        | 17.007                 | 17.007                 |
| IV/2012                | IV/2012                |                        | 14.433                 | 14.433                 |
| Quelle: IVW            |                        |                        |                        |                        |